# Gare de Kénitra-Médina
La gare Kénitra-Médina est une gare ferroviaire marocaine se situant dans le quartier Khabazate de Kénitra. Depuis 2018, année d'inauguration de la nouvelle gare de Kénitra à la suite de l'ouverture de la LGV Tanger-Kénitra. La gare de Kénitra-Médina est fermée au public. 

## Liaisons
Depuis l'ouverture de la nouvelle gare de Kénitra en 2018, plus aucune liaison ne dessert la gare. En effet le terminus du TNR Kénitra-Casablanca a été transféré à la gare Kénitra, les trains Al Atlas reliant Fès à Marrakech, Tanger - Kénitra (depuis la mise en service d'Al Boraq le train ne part plus jusqu'à Casa-Voyageurs) tandis que les trains de nuit Casablanca - Beni Ansar ne font plus arrêt également. 

Mais d'après les plans prévus par l'ONCF à l'horizon 2030 et à l'occasion de l'ouverture de la LGV Kénitra-Marrakech, il est prévu qu'elle soit réouverte afin de servir d'arrêt pour le futur train régional (TR) entre Kénitra et Sidi Kacem. 